# Saturday Evening Puss
«Субботняя вечеринка» (англ. Saturday Evening Puss) — 48-й эпизод серии короткометражек «Том и Джерри», выпущенный 14 января 1950 года.

## Сюжет
Мамочка-Два-Тапочка готовится к ночному выходу, нанося лак для ногтей и надевая щедрое количество драгоценностей, не подозревая, что Том шпионит за ней. Она проходит мимо него, когда он притворяется спящим в своей корзинке, и неторопливо выходит за дверь, захлопнув ее ногой. В тот момент, когда она уходит, Том удостоверяется, что она уже в пути, и насмехается над её ярко исполненным выходом, прежде чем броситься к окну и свистнуть своим друзьям-котам. Когда они смотрят, он поднимает табличку с надписью "Всё готово К ВЕЧЕРИНКЕ!", и уличные коты радостно вопят и прыгают в окно. Молниеносный управляет патефоном, Бутч играет на рояле, Топси играет мелодию на бокалах с вином (имитируя ксилофон из водяного стекла), а Том подает закуски (бутерброды для Молниеносного и Топси и пирог для Бутча). Однако весь этот шум мешает спать Джерри, т.к. его тело начинает подражать инструментам, используемым в музыке. Наконец, потеряв терпение, Джерри выскакивает и обращается к Тому, объясняя (почти неразборчиво), что он пытается немного поспать и не может из-за всего этого шума. Неудивительно, что Том и его приятели не слушают и подвергают Джерри болезненным и унизительным шуткам, закончившимся тем, что его заднюю часть пронзает запасными иглами от патефона. Взбешённый Джерри решает прекратить процесс лично, вырывая иглу патефона, закрывая Топси в ящике и захлопывая крышку пианино на пальцах Бутча, едва избегая их попыток возмездия. Они выманивают его, включив патефон снова, а затем преследуют, когда он выдергивает вилку. Топси пытается раздавить его своей шляпой из крышки мусорного бака, но остается только с четырьмя отпечатками Джерри, показывающего язык. Затем Джерри отступает, когда три кота идут за ним, но он прекращает их преследование, закрыв верхнюю половину двери, заставляя их врезаться прямо в нее. Прячась за занавеской, он забирает крышку Топси, когда пробегает мимо, а затем ставит ее на пути котёнка, когда тот бежит назад. Пытаясь вырваться через обычную оконную штору, Джерри расплющивается и быстро завязывается в шнурке от шторы. Посмеявшись над ним коты, со злобной радостью возобновляют, свою вечеринку, оставив Джерри в ловушке и заставив слушать (Бутч снова на рояле, Молниеносный на гитаре, а Том стучит по крышке Топси и одновременно играет на его усах, как на гитаре).
Для Джерри это оказывается последней каплей, и он решает вызывать подкрепление. Ухитрившись протолкнуться к телефону, Джерри набирает номер и звонит Мамочке-Два-Тапочка. Мамочка тем временем играет в бридж со своими друзьями, когда звонит телефон. Она отвечает на звонок и, подтвердив свое местонахождение и личность, поражается, когда ей сообщают о вечеринке в ее доме. Сразу же догадавшись, кто должен быть ответственным за эту вечеринку, Мамочка бросает трубку и с фразой "Excuse me!" (можно в данном контексте перевести как "прошу прощения!" или "не поняла!") убегает. Снаружи Мамочка мчится по улице со скоростью 90 миль в час (145 км/ч) (показав свое лицо на долю секунды в первый и единственный раз за весь сериал), поднимая при этом пыль и мусор. Не замедляя шаг, даже когда она приближается к своему дому, Мамочка врезается в дверь с такой силой, что она и часть окружающей стены вырываются и скользят к остановке перед котами, которые перестают играть от этого внезапного вторжения в их среду. Когда Том открывает дверь, взбешённая Мамочка грозно тычет пальцем и громким голосом злобно кричит на котов: "Томас?!" Понимая, что его жизнь в неминуемой опасности, Том захлопывает за ней дверь и убегает. Однако Мамочка хватает его за кончик хвоста и, оттащив назад, и избивает кота вместе с его товарищами, когда коты пытаются убежать прочь, заставляя весь дом грохотать и дергаться. Наконец она выкидывает Тома наружу, вскоре за ним следуют Молниеносный, Топси и Бутч в таком порядке. Один за другим они врезаются в уличную стену и образуют тотемный столб. Внутри Мамочка-Два-Тапочка проклинает чёртовых, озверевших котов за то, что они испортили ей весь вечер. Джерри уже готовится наконец лечь спать, однако Мамочка-Два-Тапочка неожиданно решает расслабиться с помощью "мягкой успокаивающей, зажигательной горячей... МУЗЫКИ!". В результате разочарованный и несчастный Джерри остаётся в, том же обиженном положении, что и в самом начале, снова имитируя музыкальные инструменты...

## Цензура
В 60х годах команда Чака Джонса переделала эту серию. В этом эпизоде Мамочка-Две Тапочки была заменена на белую женщину, которую озвучила Джун Форей. В этой версии было много отличий от оригинала, например, когда Джерри звонит хозяйке Тома, она не играет в бридж, а танцует с молодым человеком. Тем не менее, лицо хозяйки не показали, была всего лишь тень. Также была убрана речь Джерри, где он кричит Тому «Стоп! Я тут пытаюсь заснуть, а твои пацаны тут… БАНГ! БАНГ!»

## Факты
- Это единственный эпизод, где можно увидеть лицо Мамочки полностью (когда она несётся в дом).
- Одна из серий, где оба главных героя проигрывают.
- Это первый из двух эпизодов, где Том принимает участие совместно с кошачьим трио, состоящим из Бутча, Топси и Молниеносного, второй — Smarty Cat.